# Tyloplatyola kenyensis
Tyloplatyola kenyensis – gatunek chrząszcza z rodziny kusakowatych i podrodziny rydzenic.
Gatunek ten opisał po raz pierwszy w 1996 roku Roberto Pace na łamach „Revue suisse de Zoologie”. Jako lokalizację typową wskazano Loita Hills w okolicy Morijo w kenijskim hrabstwie Narok.
Chrząszcz o błyszczącym, wydłużonym w zarysie ciele długości 2,2 mm. Głowa jest rudożółta, pozbawiona siateczkowania, wyraźnie ziarenkowana. Czułki mają człony pierwszy i drugi ubarwione żółto, pozostałe zaś ubarwione rudożółto. Oczy są słabiej wykształcone niż u podobnej T. watrousi. Rudożółte przedplecze ma powierzchnię wyraźnym ziarenkowaniem i zatartym siateczkowaniem. Barwa przodu pokryw jest rudożółta, tyłu zaś brązowa wskutek prześwitywania ciemnych skrzydeł tylnej pary. Powierzchnia pokryw jest wyraźnie ziarenkowana i płytko siateczkowana. W ich części przyszwowej brak jest, w przeciwieństwie do T. watrousi, cech dymorfizmu płciowego. Kolor odnóży jest żółty. Odwłok jest rudożółty. Genitalia samca różnią się od tych u T. watrousi flagellum sześcio- lub siedmiokrotnie skręconym w nasadowej części worka wewnętrznego edeagusa.
Owad afrotropikalny, znany wyłącznie z Kenii. Spotkany na rzędnych 2050 m n.p.m.